# 双龙棋具杯中韩业余围棋擂台赛
双龙棋具杯中韩业余围棋擂台赛，是中国和韩国之间的一项业余围棋赛事，于2010年11月19日开战。由韩国ORO围棋网、新浪围棋网主办，清韵全国业余围棋研究会协办，双龙棋具公司提供赞助。

## 比赛形式与规则
中韩每方10人进行擂台赛，采用网络对弈。黑贴6目半，每方保留时间20分钟，3次30秒读秒。断线四次系统判负。

## 奖金
冠军19000人民币，亚军1000人民币。

## 历届结果
| 届     | 年          | 胜者 | 比分  |
| ------ | ----------- | ---- | ----- |
| 第一届 | 2010-2011年 |      | 10比8 |
| 第二届 | 2011年      |      | 10比4 |
| 第三届 | 2013年      |      | 10比6 |
| 第四届 | 2014年      | 中国 | 8比6  |

## 第一届
| 局次     | 时间           | 获胜棋手 | 失利棋手 | 结果        |
| -------- | -------------- | -------- | -------- | ----------- |
| 第一局   | 2010年11月19日 | 唐崇哲   | 禹东河   | 黑棋中盘胜  |
| 第二局   | 2010年11月20日 | 赵仁善   | 唐崇哲   | 黑棋中盘胜  |
| 第三局   | 2010年11月26日 | 赵仁善   | 刘轶一   | 黑棋1目半胜 |
| 第四局   | 2010年11月27日 | 赵仁善   | 赵威     | 黑棋中盘胜  |
| 第五局   | 2010年12月3日  | 卢宁     | 赵仁善   | 黑棋中盘胜  |
| 第六局   | 2010年12月4日  | 卢宁     | 咸泳雨   | 黑棋中盘胜  |
| 第七局   | 2010年12月17日 | 卢宁     | 朴永容   | 黑棋中盘胜  |
| 第八局   | 2010年12月18日 | 卢宁     | 柳永杭   | 黑棋中盘胜  |
| 第九局   | 2010年12月29日 | 金显燦   | 卢宁     | 黑棋2.5目胜 |
| 第十局   | 2010年12月30日 | 李岱春   | 金显燦   | 白棋2.5目胜 |
| 第十一局 | 2011年1月20日  | 李尚宪   | 李岱春   | 白棋中盘胜  |
| 第十二局 | 2011年1月21日  | 李尚宪   | 马天放   | 白棋中盘胜  |
| 第十三局 | 2011年1月27日  | 李尚宪   | 白宝祥   | 黑棋中盘胜  |
| 第十四局 | 2011年1月28日  | 李尚宪   | 王琛     | 黑棋中盘胜  |
| 第十五局 | 2011年2月10日  | 李天罡   | 李尚宪   | 黑棋中盘胜  |
| 第十六局 | 2011年2月11日  | 宋弘锡   | 李天罡   | 白棋中盘胜  |
| 第十七局 | 2011年2月25日  | 胡煜清   | 宋弘锡   | 白棋中盘胜  |
| 第十八局 | 2011年2月26日  | 李昊承   | 胡煜清   | 黑棋中盘胜  |

韩国队以10比8获胜，金楠勋没有出场。

## 第二届
| 局次     | 时间          | 获胜棋手 | 失利棋手 | 结果      |
| -------- | ------------- | -------- | -------- | --------- |
| 第一局   | 2011年5月13日 | 柳秀杭   | 张博     | 白3目半胜 |
| 第二局   | 2011年5月14日 | 柳秀杭   | 李梦石   | 黑中盘胜  |
| 第三局   | 2011年5月20日 | 柳秀杭   | 陈翰     | 黑中盘胜  |
| 第四局   | 2011年5月20日 | 柳秀杭   | 马天放   | 黑中盘胜  |
| 第五局   | 2011年6月4日  | 李岱春   | 柳秀杭   | 白半目胜  |
| 第六局   | 2011年6月10日 | 李岱春   | 金楠勋   | 白中盘胜  |
| 第七局   | 2011年6月11日 | 李岱春   | 禹东河   | 白胜2目半 |
| 第八局   | 2011年6月17日 | 文炳权   | 李岱春   | 白中盘胜  |
| 第九局   | 2011年6月18日 | 文炳权   | 卢宁     | 黑胜3¼子  |
| 第十局   | 2011年7月1日  | 文炳权   | 李天罡   | 黑中盘胜  |
| 第十一局 | 2011年7月2日  | 文炳权   | 王琛     | 白胜2.5目 |
| 第十二局 | 2011年7月8日  | 白宝祥   | 文炳权   | 黑中盘胜  |
| 第十三局 | 2011年7月9日  | 李昊承   | 白宝祥   | 黑胜3目半 |
| 第十四局 |               | 李昊承   | 胡煜清   |           |

韩国队以10比4获胜

没有出场棋手： ：宋弘锡、朴永龙、金显燦、李尚宪、赵寅善。

## 第三届
于2013年9月2日在中国新浪围棋和韩国Cyberoro网上开战。双方规定用时为20分钟，30秒3次读秒，执黑贴6目半。
| 局次     | 时间            | 获胜棋手 | 失利棋手 | 结果      |
| -------- | --------------- | -------- | -------- | --------- |
| 第一局   | 2013年9月2日晚  | 张铉奎   | 于清泉   | 黑中盘胜  |
| 第二局   | 2013年9月2日晚  | 张铉奎   | 卢宁     | 黑中盘胜  |
| 第三局   | 2013年9月3日晚  | 隋泽翔   | 张铉奎   | 白中盘胜  |
| 第四局   | 2013年9月3日晚  | 隋泽翔   | 徐慧星   | 黑超时败  |
| 第五局   | 2013年9月4日晚  | 金珉镐   | 隋泽翔   | 白中盘胜  |
| 第六局   | 2013年9月4日晚  | 金珉镐   | 沙星宇   | 黑中盘胜  |
| 第七局   | 2013年9月9日晚  | 李天罡   | 金珉镐   | 白中盘胜  |
| 第八局   | 2013年9月9日晚  | 魏太雄   | 李天罡   | 白2目半胜 |
| 第九局   | 2013年9月10日晚 | 魏太雄   | 马天放   | 白8目半胜 |
| 第十局   | 2013年9月10日晚 | 唐崇哲   | 魏太雄   | 白中盘胜  |
| 第十一局 | 2013年9月11日晚 | 全俊鹤   | 唐崇哲   | 黑中盘胜  |
| 第十二局 | 2013年9月11日晚 | 全俊鹤   | 白宝祥   | 黑6目半胜 |
| 第十三局 | 2013年9月23日晚 | 全俊鹤   | 王琛     | 黑超时败  |
| 第十四局 | 2013年9月25日晚 | 胡煜清   | 全俊鹤   | 黑中盘胜  |
| 第十五局 | 2013年9月25日晚 | 胡煜清   | 柳慎桓   | 白超时败  |
| 第十六局 | 2013年9月30日晚 | 洪茂镇   | 胡煜清   | 白中盘胜  |

韩国队以10比6获胜
- 没有出场的棋手：姜知勋、郑燦镐、宋弘锡[1]。

## 第四届
胜者全得3万人民币奖金，负者为零。每周一至周五晚8时进行，每方用时20分钟，3次30秒读秒，执黑贴6目半。
| 局次     | 时间            | 获胜棋手 | 失利棋手 | 结果      |
| -------- | --------------- | -------- | -------- | --------- |
| 第一局   | 2014年3月3日晚  | 姜知勋   | 汪美成   | 黑中盘胜  |
| 第二局   | 2014年3月4日晚  | 姜知勋   | 王若然   | 白中盘胜  |
| 第三局   | 2014年3月5日晚  | 马天放   | 姜知勋   | 白中盘胜  |
| 第四局   | 2014年3月6日晚  | 马天放   | 全勇洙   | 黑4目半胜 |
| 第五局   | 2014年3月7日晚  | 马天放   | 柳慎桓   | 白超时负  |
| 第六局   | 2014年3月17日晚 | 魏太雄   | 马天放   | 白3目半胜 |
| 第七局   | 2014年3月17日晚 | 唐崇哲   | 魏太雄   | 白超时负  |
| 第八局   | 2014年3月18日晚 | 洪茂镇   | 唐崇哲   | 黑中盘胜  |
| 第九局   | 2014年3月18日晚 | 洪茂镇   | 马光子   | 白中盘胜  |
| 第十局   | 2014年3月20日晚 | 王琛     | 洪茂镇   | 白胜4目半 |
| 第十一局 | 2014年3月20日晚 | 王琛     | 全俊鹤   | 白中盘胜  |
| 第十二局 | 2014年3月24日晚 | 郑粲镐   | 王琛     | 白5目半胜 |
| 第十三局 | 2014年3月24日晚 | 刘轶一   | 郑粲镐   | 白中盘胜  |
| 第十四局 | 2014年3月25日晚 | 刘轶一   | 宋弘锡   | 黑中盘胜  |

 中国8-6获胜，胡煜清没有出场。